# امامزاده محمد طاهر
امامزاده محمد طاهر مربوط به سدهٔ ۸ و ۹ ه.ق است و در شهرستان آمل، بخش لاریجان، روستای رینه واقع شده و این اثر در تاریخ ۷ مرداد ۱۳۸۲ با شمارهٔ ثبت ۹۳۵۵ به‌عنوان یکی از آثار ملی ایران به ثبت رسیده است.